# Слєпковце
Слєпковце (словац. Sliepkovce) — село, громада в окрузі Михайлівці, Кошицький край, Словаччина. Село розташоване на висоті 105 м над рівнем моря. Населення — 704 чол. (99 % — словаки). Вперше згадується в 1314 році. В селі є бібліотека та футбольне поле, що побудоване в 1946 році.

## Населення
| Рік:            | 1994. | 2004.   | 2014.   | 2024.   |
| --------------- | ----- | ------- | ------- | ------- |
| Кількість осіб: | 710   | 704     | 753     | 771     |
| Різниця:        |       | -0,84 % | +6,96 % | +2,39 % |

| Рік:            | 2023. | 2024.   |
| --------------- | ----- | ------- |
| Кількість осіб: | 777   | 771     |
| Різниця:        |       | -0,77 % |